# Вештац (филм)
Вештац (енгл. Warlock) је фантастични хорор филм Стива Мајнера по сценарију Дејвида Туија. У њему глуме Џулијан Сендс, Лори Сингер и Ричард Е. Грант. У средишту радње је сукоб између ловца на вештице и вешца, који настоји да сакупи делове књиге, на чијој корици је исписано име Бога, сукоб који почиње у 17. веку и завршава се у 20. веку.

## Радња
У дворцу 1691., у Бостону, Масачусетс, Џајлс Редферн је ухватио опасног злочинца, бившег свештеника, оптуженог за вештичарење. Осуђен је на смрт због дугачке листе својих злочина, укључујући убиство Редфернове веренице, којој је био исповедник, а коју је безуспешно напао. Он чека погубљење, налази се у високој кули, али изненада се приближава олуја, облаци се скупљају над кулом, затвореник нестаје у торнаду. Редферн га прати. Обојица завршавају у Лос Анђелесу 20. века у Калифорнији.
Испоставило се да вештац (чаробњак) није само побегао, већ мора да састави неку стару књигу чије се странице налазе у различитим деловима земље. Према легенди, ако саставите књигу, на корицама ће се појавити право име Бога, а ако га изговорите обрнуто, можете преокренути универзум. Тако наједном 1980-их, вештац улети кроз прозор мале куће, у којој живе девојка Касандра, која болује од дијабетеса, и младић. Пробудивши се, чаробњак му одгризе језик и одсече човеку прст, узимајући му прстен. Касније проналази салон шарлатанке која себе назива медијумом и против њене воље прима поруку. Она умире, а он јој узима очи, које користи као компас. Убрзо затим стиже Редферн, који долази у Касандрину кућу у потрази за траговима чаробњака и тамо проналази његову крв, уз помоћ које, уз помоћ специјалног компаса, сазнаје у ком правцу треба да тражи вешца. Касандра позива полицију, а Редферн је ухапшен као лудак тако што га је ударио. Када Касандра види да се игла на Компасу вештац креће, схвата да Редферн можда није психопата. Чаробњак се вратио у кућу, Касандра је видела разбијена врата, први део књиге био је у старом столу. Покушава да зграби Касандру, али само узима њену наруквицу и баца чини.
Пробудивши се ујутру у тоалету, Касандра је ужаснута откривши да је остарила двадесет година, а да има већ четрдесет, даје депозит за Редферна, који јој каже да ће, ако не врати своју наруквицу, умрети за три дана од старости. Она одлучује да се удружи са Редферном како би заједно уловили вешца. У међувремену, чаробњак среће дечака на љуљашци, сазнаје да дечак није крштен, Редферн и Касандра се појављују после неког времена. Редферн схвата да је дечак убијен због масти, јер се од масти некрштеног детета може направити напитак који му омогућава да лети. А вештац већ лети у потрази за другим делом књиге. Сутрадан, Касандра већ има 60 година, осећа да слаби и да јој време истиче.
Чаробњак је већ пронашао други део књиге, у кући менонитске заједнице. Глава породице примећује „вештичје знакове” – коње у сапуну, покварено кисело млеко, тесто који не жели да се диже. Он слика симбол упозорења на својој штали, што Редферн примећује и тражи од Касандре да заустави ауто. Након што се срео са старцем, Редферн сазнаје да је оставио симбол, тражи од породице да напусти кућу, а он тражи да му покаже како да дође до тавана, на којем је прозор отворен. Редферн даје новчиће Касандри и старцу, тако да их узму у зубе, не пуштају и ни у ком случају не гледају чаробњака у очи. Редферн проналази страницу на тавану, цепа је и види како се страница спаја, а Касандра је изненађена што је напустио страницу иако је књига толико вредна. Редферн схвата да ће се чаробњак дефинитивно вратити по ову страницу. И тако се догоди, избије туча, вештац узме страницу и одлети, али га Редферн, као копљем, обори ветроказом у облику крста, а затим покуша да му окова прсте тако да он не може дочарати. Држе га Касандра и старац, који није могао да издржи и погледа врачара у очи. Очи старца почињу да крваре. Док Редферн спасава старчев живот, Касандра креће у потеру за чаробњаком, забијајући му ексере у трагове. На крају, с муком, она ипак враћа своју наруквицу, разбијајући клетву и враћајући своје године. Редферн спасава старог менонита и тражи од Касандре да му помогне, јер ако изгуби, све што постоји престаће да постоји, обећава да ће је заштитити.
Касандра одлучује да ако желе да победе, треба да пронађу трећи део књиге пре чаробњака. У потрази за трећим фрагментом, лете у Бостон да пронађу цркву у којој се чува, чаробњак не заостаје за њима, пошто је био у истом авиону. Парох у цркви им каже да је, према старом тексту, књига подељена на три дела, један је био сакривен у трпези за причешће која је завршила у Касандриној кући, други део је дат викару, који је сакрио странице. у орману у поткровљу у кући менонита, а трећи део је сахрањен на Бостонском гробљу. По доласку, Редферн проверава показујући Касандри да је земља освећена и стога чаробњак не може да уђе. У међувремену, пастор се враћа кући, види своју трудну жену у рукама чаробњака и приморан је да открије где се налази трећи фрагмент књиге.
На гробљу, Касандра и Редферн траже место где су странице закопане да би се увериле да су безбедне. Касандра их проналази у Редферновом гробу, они одлазе, верујући да су странице књиге безбедне. Касандра види штанд на коме пише да се изводе земљани радови, у вези са којима се врше поновне сахране. То значи да Редфернов гроб више није у освећеном земљишту. Редферн не може да дотакне његов леш, Касандра разбија ковчег и види странице у мртвачевим рукама. Појављује се чаробњак и тражи паж, они беже од њега, али он хвата Касандру и ексерима јој буши ногу, дозивајући Редферна, који гура врача на освећено тло са којег гори, али он се носи са Редферном, а Касандра је бачен у воду, након чега скупља књигу на којој се појављује име Рокиша или Роаиша, али нема времена да изговори име, пошто му Касандра, изашавши из воде, убризгава ињекцију слане воде (на гробљу туче слани извор, а Касандра, упаднувши у њега лицем, осећа укус соли, и увек са собом, као дијабетичар, има шприц за убризгавање инсулина.) у врат, који у њега убризгава инсулин. убио чаробњака. (Редферн је рекао Касандри да чаробњаци мрзе со, она је смртоносна за њих, сви једу без соли).
Редферн нестаје у вихору, а Касандра види натпис који се појављује на Редферновом надгробном споменику „Увек ћу те се сећати, све док време постоји“. У финалу, Касандра крије књигу усред огромног исушеног сланог језера Бонвил да је ниједан чаробњак не може да извуче, пошто је со штетна за њих.